# 長草村
長草村（ながくさむら）は、愛知県知多郡にかつてあった村。
現在の大府市北西部（長草町など）に該当する。

## 歴史
- 1876年（明治9年） - 追分村、追分新田、木之山村、八ツ屋新田、又右衛門新田、伊右衛門新田、桶狭間村、長草村と横根追分村の一部が合併し、共和村となる。
- 1882年（明治15年） - 共和村の一部（長草）が分立し、長草村となる。
- 1889年（明治22年）10月1日 - 町村制により長草村が発足。
- 1906年（明治39年）5月1日 - 大府村、吉田村、北崎村、横根村、共和村と森岡村の一部[1]が合併し、大府村発足。同日共和村は廃止。

## 教育
- 長草尋常小学校（現・大府市立共長小学校の前身校の一つ）

## 参考資料
- 角川日本地名大辞典23 愛知県